# Juma Mkambi
Juma Mkambi (né en 1955 à l'époque au Tanganyika et aujourd'hui en Tanzanie, et mort le 21 octobre 2010 dans la même ville) est un joueur de football international tanzanien, qui évoluait au poste de milieu de terrain.

## Biographie

### Carrière en sélection
Juma Mkambi est international tanzanien et participe à la CAN 1980, ce qui constitue la première participation de la Tanzanie à cette épreuve. La sélection tanzanienne est éliminée dès le premier tour de la compétition.